# Григорий Педан
Григорий Педан е руски лекоатлет и футболен съдия, живял и състезавал се в България. Състезава се в беговите дисциплини, като най-добри резултати показва в бяганията на средни дистанции (800 и 1500 метра) Освен това е участвал в състезания по тласкане на гюле.
Работил е и като председател на клона на Американската близкоизточна фондация в София.

## Биография
Роден е в Руската империя. Служил е като войник в английската армия в Египет и по това време практикува различни спортове – футбол, тенис, плуване, езда, лека атлетика.
Пристига в България след гражданската война в Русия, като е част от белогвардейската емиграция. През 1925 г. печели титла на първото национално първенство по лека атлетика. От 1928 г. Педан е състезател на АС-23, като се утвърждава като един от водещите лекоатлети в страната. Само след година Педан е избран за капитан на лекоатлетическия тим на „асистите“. През 1929 г. в демонстративно състезание на 800 метра надбягва румънския шампион Попович. Същата година поставя рекорд за България на 3000 метра с резултат от 9 минути и 54 секунди и става национален шампион в дисциплините 400, 800 и 1500 метра.
В две поредни години (1929 и 1930 г.) е Балкански шампион на 800 и 1500 метра. По това време обаче постиженията му не са записани като национални рекорди, защото той няма българско гражданство и пребивава с Нансенов паспорт. През 1930 г. е и втори на 400 метра.
Изявява се и като футболен съдия, като свири мачове от Първа софийска дивизия от края на 1932 г. Кариерата му в съдийството продължава и след 9 септември 1944 г.
Григорий Педан е един от дарителите на открития през 1962 г. Музей на историята на физическата култура и спорта.

## Успехи
- Балканско първенство (800 и 1500 m.) – 1929, 1930
- Държавно първенство – 1929 (400, 800 и 1500 m.), 1933 (800 m.)
- Университетска купа „Т. Данаилов“ – 1929[15]
- Знак за спортно отличие на БОК – 1939[16]